# Hohenbergia augusta
Hohenbergia augusta là một loài thực vật có hoa trong họ Bromeliaceae. Loài này được (Vell.) E.Morren mô tả khoa học đầu tiên năm 1873.